# Boac
Boac  es un municipio filipino de primera categoría perteneciente a la provincia isleña de Marinduque en la Región IV-B. 
Con una extensión superficial de 212,70 km²,  tiene una población de 52.892 personas que habitan en 12.663 hogares.
Su alcalde es Roberto M. Madla.
Para las elecciones a la Cámara de Representantes está encuadrado en Único Distrito Electoral de esta provincia.

## Geografía
Situado  á la orilla izquierda del río, en un delicioso valle, sobre la costa occidental de la isla; bien resguardado de los vientos del este por la encumbrada cordillera que se eleva por esta parte á corta distancia. Su clima es muy templado y saludable.

"...TERMINO: confina por el E. con las fragosidades del centro de la isla; por Sur con Cazan distante como unas 5 leguas; por 0este con el mar que le separa de la capital de la provincia; por norte con Mogpog (á 1 ½;Í leguas); y por Noroeste con Santa Cruz de Napo (á 2 leg.), junio á la boca del río que precipitándose de Este á 0este por las vertientes occidentales de los mencionados montes, va á desaguar en el mar, lo que se efectua entre las puntas de Unlay al Norte y de Cahuit; al Sur hay una fortaleza..."
Felipe M. de Govantes.

## Barangayes
Boac se divide administrativamente en 61 barangayes.
| - Agot - Agumaymayan - Amoingon - Apitong - Balagasan - Balaring - Balimbing - Balogo - Bangbangalon - Bamban | - Bantad - Bantay - Bayuti - Binunga - Boi - Boton - Buliasnin - Bunganay - Maligaya - Caganhao | - Canat - Catubugan - Cáwit - Daig - Daypay - Duyay - Ihatub - Isok I (Población) - Isok II (Población) (Kalamias) - Hinapulan | - Laylay - Lupac - Mahinhin - Mainit - Malbog - Malusak (Población) - Mansiwat - Mataas na Bayan (Población) - Maybo - Mercado (Población) | - Murallón (Población) - Ogbac - Pawa - Pili - Poctoy - Poras - Puting Buhangin - Puyog - Sabong - San Miguel (Población) | - Santol - Sawi - Tabi - Tabigue - Tagwak - Tambunan - Tampus (Población) - Tanza - Tugos - Tumagabok - Tumapon |

## Historia
En 1850 formaban parte de la provincia de Mindoro, entonces contaba con una población de 11.080 almas contribuyendo con 2.154 y ½ tributos, que ascienden a  21.545 reales de plata, equivalentes á 55.502 ½ reales de vellón:

"... BOAC ó BOAG: pueblo con cura y gobernadorcillo, en la isla de Marinduque, dependiente en lo civil y politico dé la provincia de Mindoro (capital Calapán de la que dista como unas 14 leguas) y en lo eclesiástico de la diocesis del arzobispado de Manila:..."

"...Tiene como unas 1,847 casas de sencillísima construcción, distinguiéndose como mas notables la casa parroquial y la llamada tribunal; hay cárcel, y escuela de primeras letras dolada de los fondos del común, á la que concurren varios alumnos; é iglesia parroquial de buena fábrica, servida por un cura secular. Depende del mismo el anejo llamado Mogpog. No lejos de la iglesia se halla el cementerio muy bien síluado y ventilado. Comunicase este pueblo con sus inmediatos por medio de caminos bastante descuidados, y recibe el correo en dias indeterminados..."
Felipe M. de Govantes.